# Superliga de Futsal de 2011
A Superliga de Futsal de 2011 foi a sexta edição da competição, que ocorreu de 23 até 27 de fevereiro. O evento foi sediado pela segunda vez consecutiva na cidade de Betim, Minas Gerais, contando com 8 equipes participantes.
A Associação Carlos Barbosa de Futsal que enfrentou a equipe Copagril Futsal na final, sagrou-se a campeão após vencer a partida pelo placar de 5 a 4.

## Regulamento
A Superliga foi realizada com a participação dos últimos campeões de cada uma das Ligas Regionais, da Divisão Especial da Taça Brasil Adulta Masculina, da Liga
Futsal e de uma equipe da cidade sede habilitada pela CBFS e foi disputada em três etapas:
- Etapa Classificatória;
- Etapa Semifinal;
- Etapa Final.[2][3]

Os grupos da competição foram formados da seguinte forma:
Grupo A
- Sediante;
- Campeão da Liga Nacional;
- Campeão da Liga Sudeste;
- Campeão da Liga Nordeste.

Grupo B
- Campeão da Liga Sul;
- Campeão da Taça Brasil;
- Campeão da Liga Centro-Oeste;
- Campeão da Liga Norte.[2][3]

Etapa classificatória
Os oito cubes participantes são distribuídos em dois grupos, "A" e "B"; as equipes jogam entre si, dentro dos seus determinados grupos, em sistema de rodízio simples.
Etapa Semifinal
Esta etapa é disputada pelas quatro equipes melhores classificadas na etapa anterior, quando ocorrem os seguintes cruzamentos:
1° colocado do grupo "A" X 2° colocado do grupo "B"
1° colocado do grupo "B" X 2° colocado do grupo "A"
Etapa final
Esta etapa é disputada em uma única partida, entre as equipes vencedoras da Etapa semifinal. O vencedor desta etapa será considerado o Campeão da Superliga de Futsal de 2013.
Critérios de desempate
Ao final de cada fase da Superliga, havendo igualdade do número de pontos ganhos, para o desempate, são considerados os seguintes critérios em sua determinada ordem de eliminação:
1º - Prevalecerá o resultado do confronto direto na fase (somente em caso de empate em pontos ganhos entre duas equipes);
2º - Índice Técnico em todas as Fases (maior quociente da divisão do número de pontos ganhos pelo número de jogos - proporcionalidade);
3º - Gol Average (o número de gols marcados dividido pelo número de gols sofridos, classifica a equipe que obtiver o maior quociente) das equipes empatadas, considerando todos os resultados obtidos em todas as fases;
4º - Maior média de gols marcados em todas as fases (número de gols assinalados divididos pelo número de jogos);
5º - Menor média de gols sofridos em todas as fases (número de gols sofridos dividido pelo número de jogos);
6º - Maior saldo de gols na fase (diferença entre os gols assinalados e os gols sofridos);
7º - Menor média de cartões vermelhos recebidos (número de cartões vermelhos dividido pelo número de jogos);
8º - Menor média de cartões amarelos recebidos (número de cartões amarelos dividido pelo número de jogos);
9º - Sorteio.

## Participantes
| Equipe         | Cidade                  | Estado | Títulos.       | Classificação                                  |
| -------------- | ----------------------- | ------ | -------------- | ---------------------------------------------- |
| ABC            | Natal                   | RN     | 0 (não possui) | Campeão da Liga Nordeste de 2010               |
| Betim          | Betim                   | MG     | 0 (não possui) | Sediante                                       |
| Cresspom       | Brasília                | DF     | 0 (não possui) | Campeão Liga Centro-Oeste de 2010              |
| Carlos Barbosa | Carlos Barbosa          | RS     | 0 (não possui) | Campeão da Taça Brasil de 2009                 |
| Copagril       | Marechal Cândido Rondon | PR     | 0 (não possui) | Vice-Campeã da Liga Nacional de Futsal de 2010 |
| Concórdia      | Concórdia               | SC     | 0 (não possui) | Representante do Sul                           |
| Maranhão       | São Luís                | MA     | 0 (não possui) | Campeão da Liga Norte de 2010                  |
| V&M/Minas      | Belo Horizonte          | MG     | 0 (não possui) | Representante do Sudeste                       |

## Local dos jogos

Localização de Betim em Minas Gerais

A VI Superliga de Futsal foi disputada na cidade de Betim. A arena escolhida para realizar os jogos foi o Ginásio Poliesportivo Divino Ferreira Braga, que tem a capacidade de abrigar 7 mil espectadores. O piso utilizado na quadra é o piso de madeira flutuante.

## Classificação

### Grupo A
| Pos. | Equipe    | Pts | J | V | E | D | GP | GC | SG  |
| ---- | --------- | --- | - | - | - | - | -- | -- | --- |
| 1    | Copagril  | 9   | 3 | 3 | 0 | 0 | 16 | 1  | +15 |
| 2    | Betim     | 6   | 3 | 2 | 0 | 1 | 12 | 15 | -3  |
| 3    | Concórdia | 3   | 3 | 1 | 0 | 2 | 9  | 12 | -3  |
| 4    | ABC       | 0   | 3 | 0 | 0 | 3 | 4  | 13 | -9  |

| 23 de fevereiro de 2011 | Carlos Barbosa                                                       | 4 – 0  | Cresspom | Ginásio Divino Braga, Betim |
| 15h00m                  | Flávio 11:28' · Jonathan 30:23' · Leandrinho 36:51' · Rodrigo 37:16' | Súmula |          | Árbitro: Alexandre Campos   |

| 23 de fevereiro de 2011 | V&M/Minas                                                                       | 6 – 2  | Maranhão                       | Ginásio Divino Braga, Betim |
| 19h00m                  | Dieguinho 01:30', 02:48', 29:20' · Pábrio 24:18' · Marcos 28:16' · Nando 38:41' | Súmula | 38:41' Cláudio · 38:41' Thomas | Árbitro: Gean Coelho Telles |

| 24 de fevereiro de 2011 | Maranhão | 0 – 3  | Carlos Barbosa                         | Ginásio Divino Braga, Betim |
| 17h30m                  |          | Súmula | 08:50', 28:28' Sinoê · 15:44' Marcênio | Árbitro: Alexandre Campos   |

| 24 de fevereiro de 2011 | V&M/Minas                                                              | 4 – 1  | Cresspom      | Ginásio Divino Braga, Betim    |
| 19h00m                  | Dieguinho 09:22' · Pábrio 15:27' · Alexandre 28:55' · Bianchini 35:57' | Súmula | 38:43' Popaye | Árbitro: Sandro Stein Brechane |

| 25 de fevereiro de 2011 | Cresspom                                           | 3 – 4  | Maranhão                                                        | Ginásio Divino Braga, Betim |
| 16h00m                  | Pica-Pau 15:33' · João Jairo 19:57' · Fábio 35:02' | Súmula | 20:21' Tiziu · 30:07' Sol e Mar · 35:12' Samuca · 36:52' Gilson | Árbitro: Alexandre Campos   |

| 25 de fevereiro de 2011 | V&M/Minas                                    | 3 – 5  | Carlos Barbosa                                                                       | Ginásio Divino Braga, Betim  |
| 19h15m                  | Alisson 08:07' · Caio 26:42' · Tostão 31:18' | Súmula | 00:52' Flávio · 10:32' Tostão · 23:22' Marcênio · 35:03' Leandrinho · 38:31' Rodrigo | Árbitro: Michel Jean Bonnaud |

### Grupo B
| Pos. | Equipe         | Pts | J | V | E | D | GP | GC | SG |
| ---- | -------------- | --- | - | - | - | - | -- | -- | -- |
| 1    | Carlos Barbosa | 9   | 3 | 3 | 0 | 0 | 12 | 3  | +9 |
| 2    | V&M/Minas      | 6   | 3 | 2 | 0 | 1 | 13 | 8  | +5 |
| 3    | Maranhão       | 3   | 3 | 1 | 0 | 2 | 6  | 12 | -6 |
| 4    | Cresspom       | 0   | 3 | 0 | 0 | 3 | 4  | 12 | -8 |

| 23 de fevereiro de 2011 | Copagril                                         | 4 – 0  | Concórdia | Ginásio Divino Braga, Betim    |
| 16h30m                  | Renan 12:19', 15:18' · Marquinhos 25:57', 30:13' | Súmula |           | Árbitro: Sandro Stein Brechane |

| 23 de fevereiro de 2011 | Betim                                                      | 4 – 3  | ABC                                              | Ginásio Divino Braga, Betim  |
| 20h30m                  | Pedrinho 21:01', 39:02' · Everton 22:34' · Philippe 22:56' | Súmula | 27:57' Paulinho · 35:59' Wendell · 39:22' Edinho | Árbitro: Michel Jean Bonnaud |

| 24 de fevereiro de 2011 | ABC | 0 – 5  | Copagril                                                   | Ginásio Divino Braga, Betim |
| 16h00m                  |     | Súmula | 01:31' Dyego · 08:51', 09:54', 21:42' Marcel · 14:12' Vini | Árbitro: Gean Coelho Telles |

| 24 de fevereiro de 2011 | Betim                                                                              | 7 – 5  | Concórdia                                                     | Ginásio Divino Braga, Betim  |
| 20h30m                  | Vinícius 05:21', 39:02' · Everton 09:15', 10:17', 26:20', 37:43' · Pedrinho 39:36' | Súmula | 09:05', 12:59', 14:32' Dilvo · 13:30' Felipe · 30:52' Gabriel | Árbitro: Michel Jean Bonnaud |

| 25 de fevereiro de 2011 | Concórdia                                           | 4 – 1  | ABC           | Ginásio Divino Braga, Betim    |
| 17h30m                  | Maran 02:21' · Felipe 14:09', 22:00' · Dilvo 35:14' | Súmula | 02:41' Edinho | Árbitro: Sandro Stein Brechane |

| 25 de fevereiro de 2011 | Betim           | 1 – 7  | Copagril | Ginásio Divino Braga, Betim |
| 21h00m                  | Pedrinho 21:04' | Súmula | 03:06' Vini · 05:56', 29:28' Renan · 07:13' Gadeia · 13:01' Marcel · 20:17' Marquinhos · 36:07' Vitor Jesus | Árbitro: Gean Coelho Telles |

## Finais
|  | Semifinais     | Semifinais     | Semifinais     |                |          | Final    | Final | Final |  |
|  |                |                |                |                |          |          |       |       |  |
|  | Copagril       | Copagril       | 3              |                |          |          |       |       |  |
|  | Copagril       | Copagril       | 3              |                |          |          |       |       |  |
|  | V&M/Minas      | V&M/Minas      | 3              |                |          |          |       |       |  |
|  | V&M/Minas      | V&M/Minas      | 3              |                | Copagril | Copagril | 4     |       |  |
|  |                |                |                |                | Copagril | Copagril | 4     |       |  |
|  |                |                | Carlos Barbosa | Carlos Barbosa | 5        |          |       |       |  |
|  | Carlos Barbosa | Carlos Barbosa | Carlos Barbosa | Carlos Barbosa | 5        | 4        |       |       |  |
|  | Carlos Barbosa | Carlos Barbosa |                |                |          |          |       |       |  |
|  | Betim          | Betim          | 1              |                |          |          |       |       |  |

### Semifinal
| 26 de fevereiro de 2011 | Copagril                                     | 3 – 3  | V&M/Minas                                     | Ginásio Divino Braga, Betim    |
| 19h00m                  | Gadeia 10:43' · Dyego 39:07' · Marcel 44:34' | Súmula | 05:02' Nando · 34:49' Alisson · 42:55' Pabrio | Árbitro: Sandro Stein Brechane |

| 26 de fevereiro de 2011 | Carlos Barbosa                                                    | 4 – 1  | Betim           | Ginásio Divino Braga, Betim |
| 20h30m                  | Marcênio 06:55' · Daniel 14:03' · Jonathan 25:51' · Tostão 31:36' | Súmula | 09:11' Vinícius | Árbitro: Gean Coelho Telles |

### Final
| 27 de fevereiro de 2011 | Copagril                                          | 4 – 5  | Carlos Barbosa                                                                       | Ginásio Divino Braga, Betim |
| 19h00m                  | Marquinhos 21:39' · Gadeia 25:59', 37:27', 38:29' | Súmula | 15:08' Leandrinho · 17:35' Tostão · 24:07' Sinoê · 30:12' Carlinhos · 39:33' Rodrigo | Árbitro: Gean Coelho Telles |

## Artilharia
| 5 gols (3) - Everton (Betim) - Gadeia (Copagril) - Marcel (Copagril) 4 gols (5) - Dilvo (Concórdia) - Dieguinho (V&M/Minas) - Pedrinho (Betim) - Renan (Copagril) - Marquinhos (Copagril) 3 gols (8) - Felipe (Concórdia) - Leandrinho (Carlos Barbosa) - Pabrio (V&M/Minas) - Tostão (Carlos Barbosa) - Sinoê (Carlos Barbosa) - Vinícius (Betim) - Marcênio (Carlos Barbosa) | 3 gols (continuação) - Rodrigo (Carlos Barbosa) 2 gols (7) - Nando (V&M/Minas) - Edinho (ABC) - Alisson (V&M/Minas) - Vinicius (Copagril) - Dyego (Copagril) - Flávio (Carlos Barbosa) - Jonathan (Carlos Barbosa) 1 gol (22) - Jairo (Cresspom) - Fabão (Cresspom) - Marquinhos (V&M/Minas) - Vitor Jesus (Copagril) - Paulinho (ABC) - Gabi (Concórdia) | 1 gol (continuação) - Gilson (Maranhão) - Popaye (Cresspom) - Wendell (ABC) - Tiziu (Maranhão) - Pica-Pau (Cresspom) - Maran (Concórdia) - Samuel (Maranhão) - Thomas (Maranhão) - Sol e Mar (Maranhão) - Cláudio (Maranhão) - Bianchini (V&M/Minas) - Caio (V&M/Minas) - Alexandre (V&M/Minas) - Philippe (Betim) - Carlinhos (Carlos Barbosa) - Daniel (Carlos Barbosa) |

## Premiação
| Superliga de Futsal de 2011        |
| Rio Grande do Sul                  |
| ---------------------------------- |
| Carlos Barbosa Campeão (1º título) |